# Pasir Sunur
Pasir Sunur is een bestuurslaag in het regentschap Pariaman van de provincie West-Sumatra, Indonesië. Pasir Sunur telt 261 inwoners (volkstelling 2010).